# 플라센시아

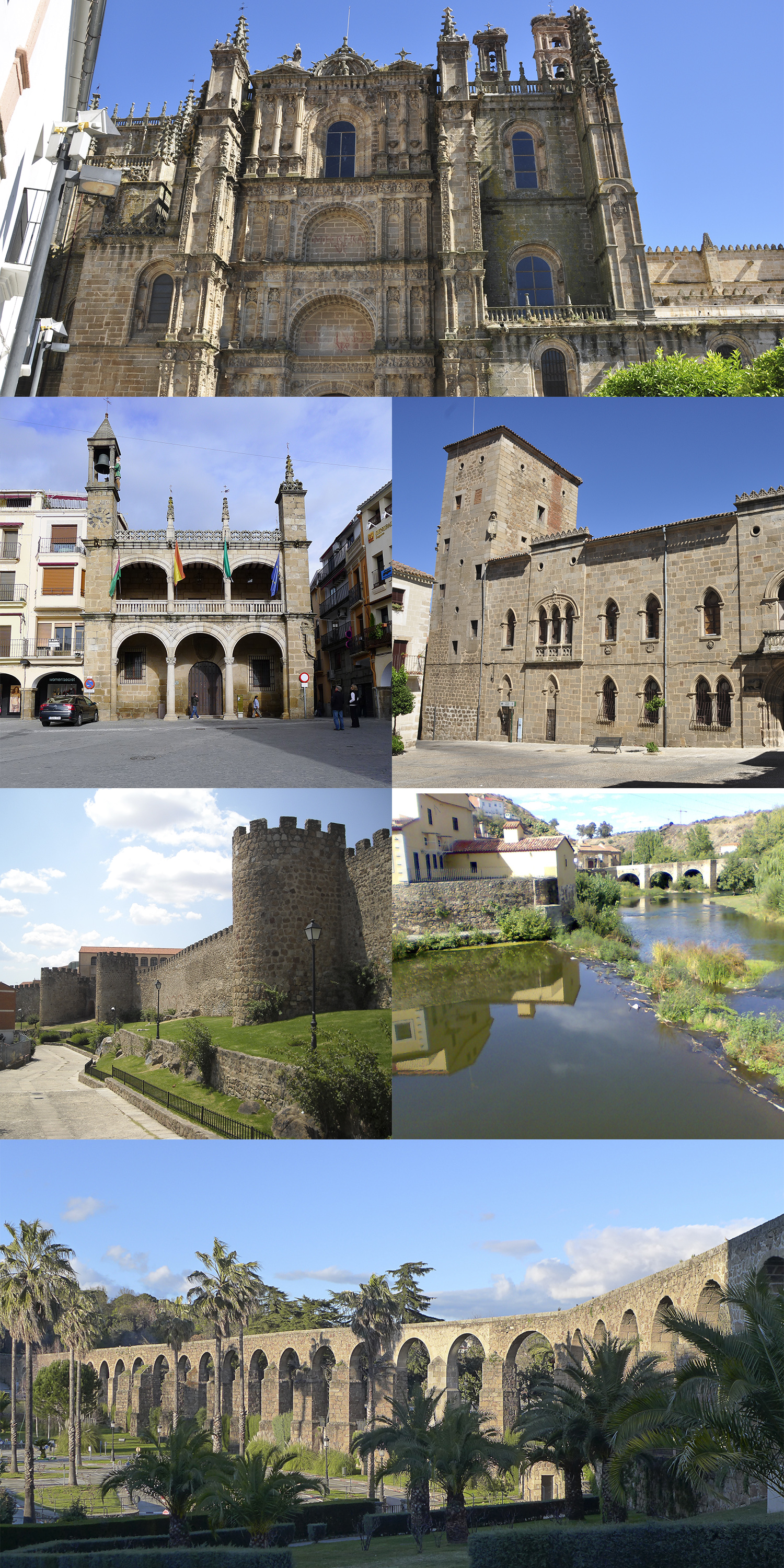
플라센시아

플라센시아(스페인어: Plasencia)는 스페인 에스트레마두라 지방 카세레스 주에 위치한 도시로 면적은 218km2, 높이는 415m, 인구는 41,047명(2013년 기준), 인구 밀도는 190명/km2이다. 카세레스에서 북쪽으로 83km, 포르투갈 국경에서 동쪽으로 70km 정도 떨어진 곳에 위치한다.

시기
시 문장

## 자매 도시
- 이탈리아 피아첸차
- 칠레 산티아고